# الکساندر کمبریج
الکساندر کمبریج (انگلیسی: Alexander Cambridge, 1st Earl of Athlone; ۱۴ آوریل ۱۸۷۴ – ۱۶ ژانویهٔ ۱۹۵۷) سیاست‌مدار اهل بریتانیا بود. وی همچنین برندهٔ جوایزی همچون نشان بند جوراب شده‌است.